# 蔣仲苓
蔣仲苓（1922年9月21日—2015年3月18日），中華民國陸軍二級上將退役，生於浙江省义乌，曾任陸軍六軍團司令、陸軍金門防衛司令部司令官、陸軍總司令、總統府參軍長、國防部部長、行政院政務委員、行政院文化建設委員會委員、總統府資政與中國國民黨副主席等職位，是前中華民國總統蔣經國、李登輝所信任的陸軍將領。

## 生平

### 軍旅生涯
1940年黄埔军校16期通信科毕业，1967年1月晉任少將，7月，調任陸軍軍官學校軍事訓練部教務長兼學生部隊指揮官。1968年8月，調任陸軍預備第四師師長。1969年12月，調任陸軍預備第六師師長。1970年11月，再調任陸軍步兵第二六師師長，任內參加師實兵對抗演習。1972年7月，調任陸軍金門防衛司令部參謀長。1973年4月調任陸軍第三軍軍長，11月，調任陸軍第九軍軍長。1974年元月晉任中將。1975年7月調任陸軍金門防衛司令部副司令官。1976年4月，入戰爭學院將官班深造。1977年4月，調任陸軍第六軍團司令，任內曾率部參加1978年「漢威演習」國慶閱兵大典，並兼任閱兵指揮官。1979年12月，調任金門防衛司令官，並兼金門戰地政務委員會主任委員，銳意經營戰場、培養戰力、全力備戰，並致力地方建設，以裕民生。
1981年12月，奉令調任陸軍總司令並晉任陸軍二級上將。在職歷時6年6個月，秉承陸軍傳統，發揚忠誠軍風，精實幹部教育，落實陸軍部隊訓練，加強作戰整備，更新武器裝備，裁撤輕裝步兵師，成立機械化步兵師，與美國合作生產M48H戰車，整建老舊營舍，改善陸軍官兵生活設施，全力謀求陸軍邁向現代化。1988年6月，調國防部任副參謀總長兼執行官，並兼中山科學研究院院長。1989年12月，調任總統府參軍長襄贊中樞。

### 蔣仲苓晉升一級上將案
1991年12月，李登輝鑒於總統府參軍長蔣仲苓上將即將屆齡除役，為了能讓蔣仲苓繼續留任，李登輝想出了升任一級上將的妙招。因為只要升上一級上將，蔣仲苓就沒有屆齡退役的困擾。
當時的行政院長郝柏村立即大為反對，原來前總統蔣經國早年曾於國防部中任職，更曾任國防部長，後來定下不成文的規矩：凡升一級上將者，必須有重大戰功或曾出任參謀總長才能升為一級上將（例如郝柏村本人）。當時更有人建議蔣緯國升為一級上將，但蔣經國以其未曾出任參謀總長為由而拒絕。
由於當時憲法規定，行政院是最高行政機構。總統須依法行使命令，依法任用官員，依法即內閣首長要副署。郝柏村堅不副署，所以此議擱置。
後來繼郝柏村後出任參謀總長的陳燊齡任職屆滿，李登輝不予續任。按照規矩應輪由海軍總司令葉昌桐繼任，李總統卻起用已經轉任戰略顧問的前海軍總司令劉和謙。李登輝所持的理由是海軍當中有人反對，指葉氏與海軍基層有嚴重脫節，受郝柏村的陸軍主義影響。而劉和謙則在海軍中輩分高，但在現代戰略上仍不斷與時並進。儘管郝柏村認為李登輝以葉氏是郝柏村的人而不起用，但這次人事命令歸三軍統帥，郝柏村只有副署。
此時李登輝重提蔣仲苓升一級上將案，郝柏村忍無可忍，決定商請彭孟緝、黃杰、薛岳等戰略顧問助陣，擺明要杯葛到底。雙方關係呈現緊張態勢。最後，當事人蔣仲苓自己出面打圓場，此案暫告落幕。
1992年6月，李登輝要總統府秘書長蔣彥士轉告郝柏村，不久將發表蔣仲苓為一級上將，請郝柏村簽署。郝柏村的反應是不簽署，並呈請辭職，李登輝不接受郝柏村辭職。最後蔣仲苓升一級上將案，不得不收回。蔣仲苓如期退役，轉任國策顧問。

### 國防部長
1994年12月出任國防部部長，任內致力於軍隊之國家化，完成博愛大樓初步構想，展開各項設計藍圖與先期規劃作業，推動老舊營區都市計劃變更及審議等程序，活化土地資源運用與募兵制，奠立成功基礎，貢獻頗大。
1995年9月19日蔣仲苓受民主進步黨籍立法委員張俊雄、江鵬堅及新黨籍立法委員陳癸淼質詢，針對軍中因意外及不當管教的致死案例，蔣仲苓表示「哪個地方不死人」，引起軒然大波，但最後蔣仲苓於25日道歉了事。
1996年11月11日率團訪問南非，參觀第三屆南非國防武器展覽。

### 從政
后任中國國民黨副主席。

## 逝世
2015年1月30日因心臟衰竭、慢性阻塞性肺病合併感染入住榮總安寧病房。
2015年3月18日上午10時58分因心臟衰竭病逝於台北榮民總醫院，享壽92歲。

## 荣誉

### 中华民国勋章奖章
- 一等云麾勋章（1992年9月24日于中華民國總統府颁授[4]）
- 青天白日勋章（1998年3月2日于中華民國總統府颁授[5]）